# Linbråka

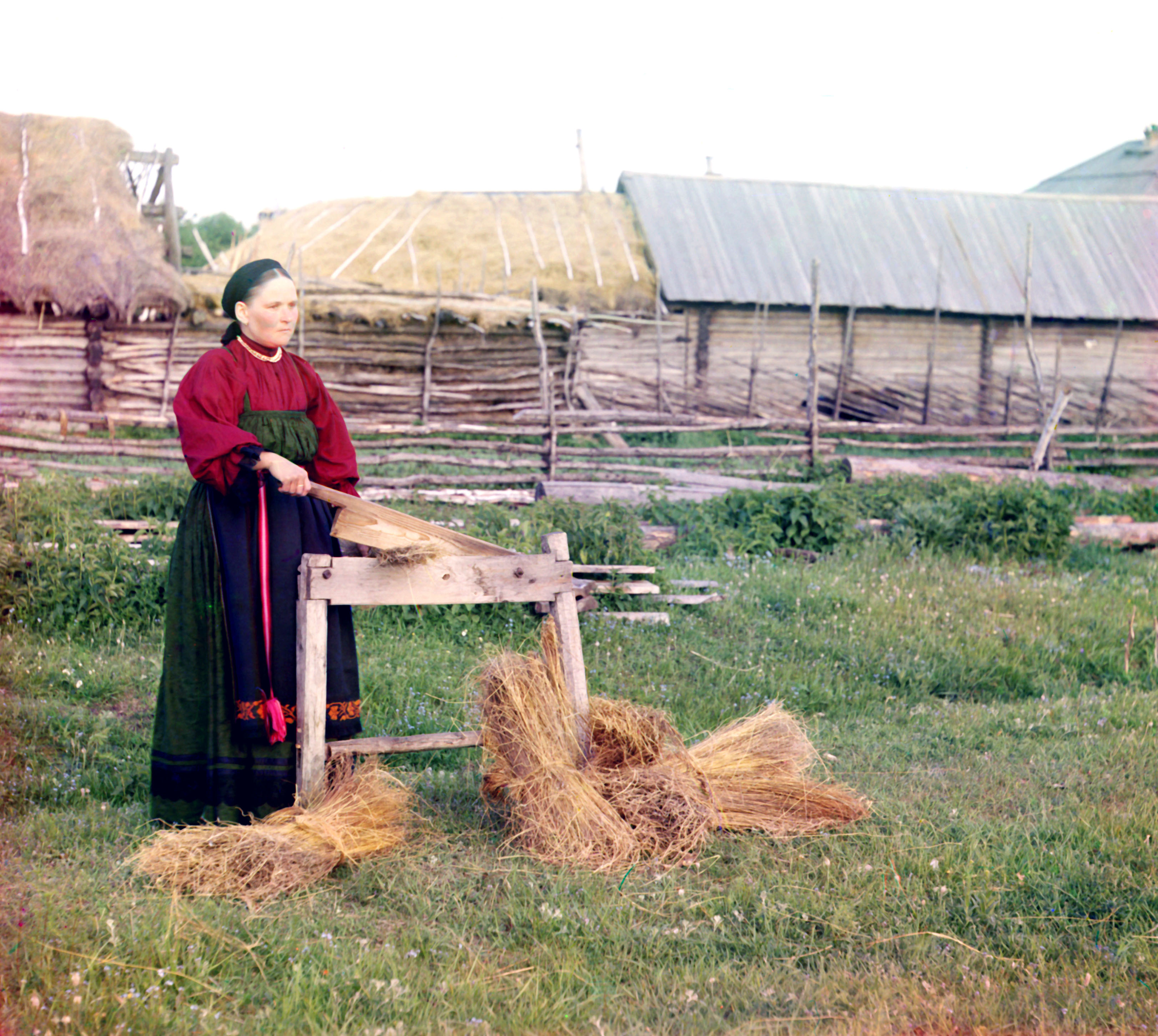
Linbråkning i Ryssland 1910.

En linbråka är ett handredskap som används vid manuell bråkning av lin efter att linet rötats och torkats.